# Кунож (станция)
Кунож — железнодорожная станция ведомственной Монзенской железной дороги. Названа по одноимённой реке, протекающей недалеко от станции.

## История
К 1980-м годам Монзенская железная дорога уже перестала быть местной лесовозной железнодорожной веткой. Она поддерживала вывоз лесозаготовок на Монзенский ДОК и далее на сеть бывшего МПС. В связи с тем, что ресурсы старых лесопунктов были законсервированы, на востоке Вологодской области осваивались новые лесопункты. В начале 1981 года недалеко от нынешней станции появился лесопункт, лес от него до станции доставлялся автотранспортом по грейдерным автодорогам. Сама станция была открыта в 1982 году.

## Описание станции
Станция состоит из 3 путей, из которых активно используются только 2, а третий заставлен списанными грузовыми вагонами . На самой станции имеется небольшой нижний склад, на котором ведётся перегрузка леса с автотранспорта в вагоны. Вблизи станции крупных населённых пунктов нет (лесопункт обслуживается жителями посёлков Ида и Юркино).

## Деятельность
По станции отсутствует регулярное пассажирское сообщение.
По станции проводится редкая, но регулярная грузовая работа по перегрузке леса в грузовые вагоны с дальнейшим вывозом на сеть бывшего МПС. Станция является конечной для особого рабочего поезда Ида — Кунож (перевозит работников лесопункта, ранее курсировал по маршруту Гремячий — Кунож).